# 우크라인카 공군기지

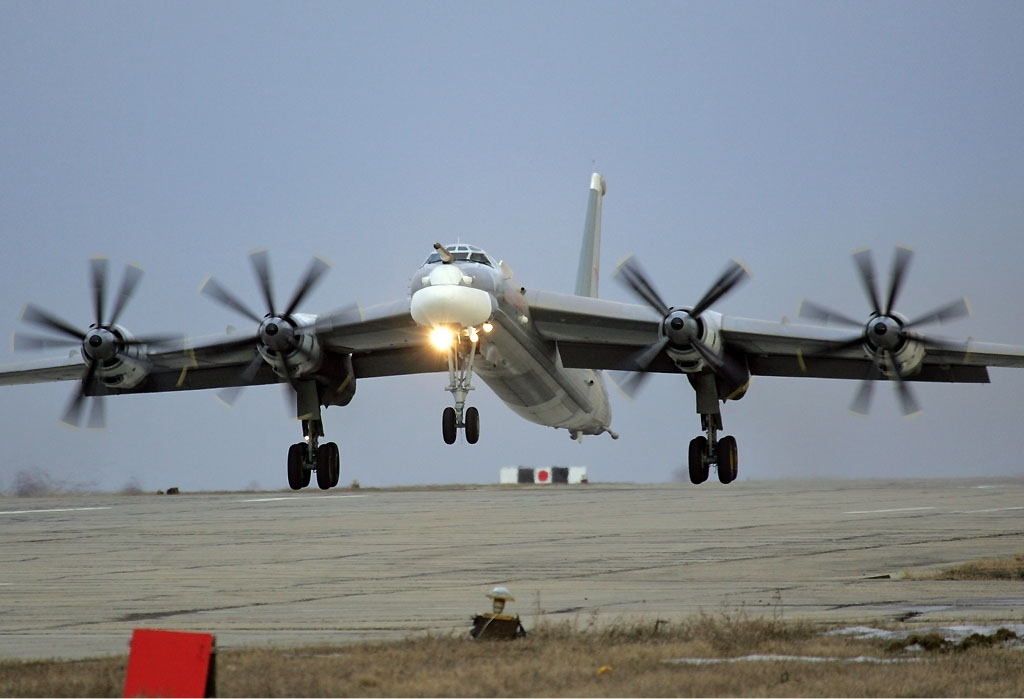
투폴레프 Tu-95 장거리 전략폭격기

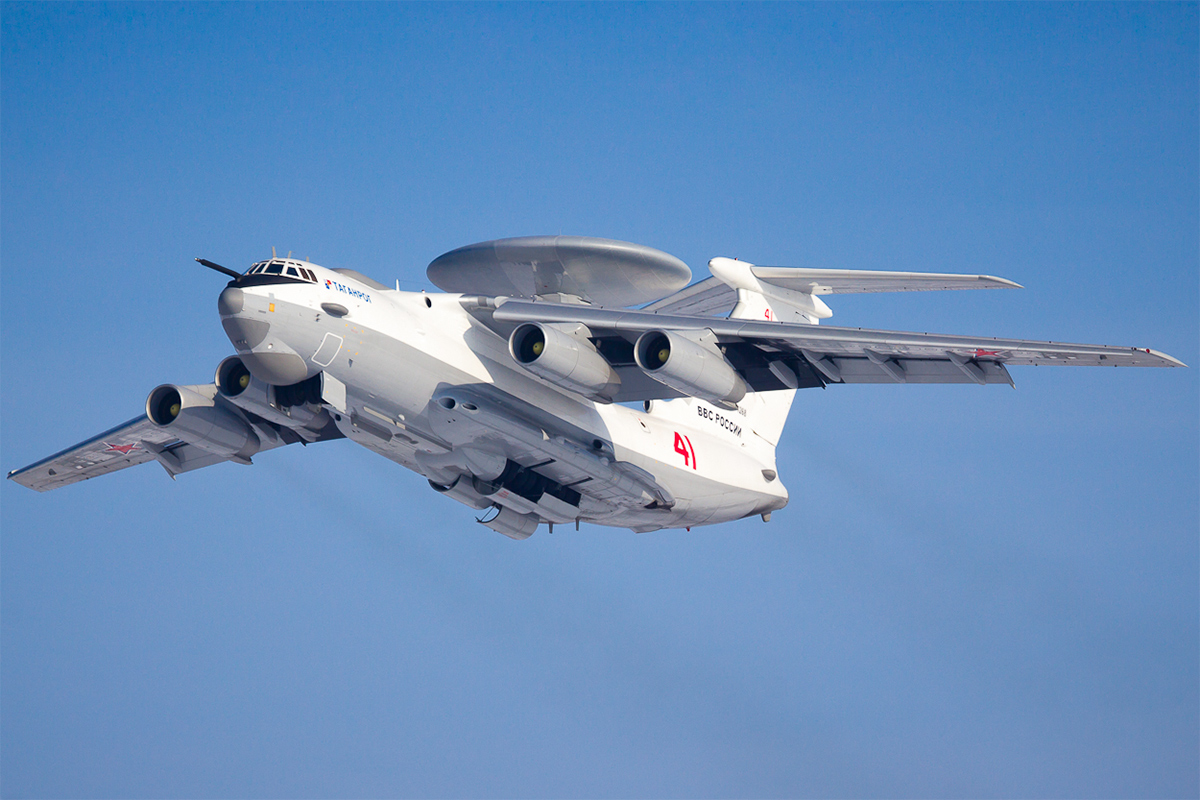
A-50 메인스테이 조기경보기

우크라인카 공군기지는 러시아 아무르주 우크라인카에 위치한 공군기지이다. 제6952 공군기지라고도 부른다.

## 역사
러시아 극동 지역의 최대규모 장거리 전략폭격기 공군기지이다. 서울에서 북쪽으로 1500 km 떨어져 있다.
1955년, 최대이륙중량 181톤 미야시쉬체프 M-4 전략폭격기가 배치된 6개 소련 공군기지 중의 하나였다. 1960년대, 70년대에 Tu-22 폭격기를 배치했다. 1980년대에는 다수의 Tu-95K22 (Bear-G) 전략폭격기, 소수의 Tu-95K (Bear-B) 전략폭격기가 배치되었다. 1994년, 모든 초기형 Tu-95가 Tu-95MS (Bear-H)로 교체되었다. 1998년에는 Tu-95MS16 16대, Tu-95MS6 27대가 배치되었다.
3500 m 길이의 콘크리트 활주로 1개가 설치되어 있다.
최대이륙중량 188톤 투폴레프 Tu-95는 50년대 최대이륙중량 181톤 미야시쉬체프 M-4와 크기가 비슷하다. 미국의 최대이륙중량 220톤 B-52 전략폭격기의 역할을 하는 러시아 폭격기가 투폴레프 Tu-95이다. 한국으로 전개되는 러시아판 B-52가 배치된 공군기지가 우크라인카다.

## 동부군관구
러시아는 한국 근처의 관할구역을 동부군관구라고 부른다. 동부군관구의 육군은 제29군, 제5 적기군, 제68 군단, 제35군, 제36군으로 이뤄졌다. 공군은 제11 항공 및 반항공군을, 해군은 태평양함대를 갖고 있다.

## 대한민국
2013년 7월 15일, 오전 11시께 러시아 우크라인카 공군기지에서 이륙한 투폴레프 Tu-95 폭격기가 동해 상공에 설정된 KADIZ 내로 진입을 시도했다. 공군은 대구공군기지에서 긴급발진한 F-15K 전투기 2대로 감시·저지비행을 했다.
2019년 7월 23일 러시아 공중조기경보통제기인 A-50 메인스테이 1대가 독도 영공을 2번 침범했다. 1953년 7월 정전 이후 처음 있는 일이다. 공군의 KF-16 전투기가 경고 사격 360여 발을 쐈다. Tu-95MS는 동북아시아를 책임 지역(AOR)으로 둔 동부 군관구가 통제하지 않는다. Tu-95MS는 항공우주군 직할인 장거리항공사령부가 지휘한다. 장거리항공사령부는 전략폭격기 부대다. Tu-95MS 2대 모두 아무르주에 있는 제6952 공군기지에 전개했을 가능성이 크다. 6952 기지도 장거리항공사령부 기지다. 중국 전략폭격기, 러시아 전략폭격기가 연합훈련을 했으며, A-50 메인스테이는 이들 중러 전략폭격기들을 지휘 통제하는 역할이었다. A-50은 모스크바 근교 주코프스키 공군기지에 주둔하는 제144조기경보기연대 소속의 기체인데, 이를 반대편인 극동지역의 아무르주 우크라인카기지로 보내 폭격기를 지휘하게 했다.
서울에서 북쪽으로 1500 km 떨어진 곳에 러시아의 장거리 전략폭격기가 배치된 우크라인카 공군기지가 있고, 서울에서 동남쪽 3200 km 떨어진 곳에 미국령 괌의 앤더슨 공군기지에 미국의 장거리 전략폭격기가 배치되어 있다. 한국전쟁 당시, 미국령 괌의 앤더슨 공군기지에서 B-29가 출격해 북한을 공습했다.